# 露丝·莱曼
露丝·莱曼（德語：Ruth Lehmann，1955年—）是研究发育生物学及细胞生物学的专家，现为麻省理工学院怀特黑德生物医学研究所所长，曾任纽约大学医学院史克博尔生物分子医学研究所所长、劳拉和艾萨克·伯尔穆特荣誉细胞生物学教授、细胞生物学系主任。研究方向为生殖细胞和胚胎形成。

## 早年
小时候在德国生活的时候，露丝对科学产生了兴趣。露丝的母亲是学校老师，喜欢艺术和文学，父亲则是工程师。在高中生物老师的带动下，露丝对生物学产生浓厚的兴趣，老师鼓励她在大学学习生物。

## 教育经历
莱曼在蒂宾根大学主修生物学。露丝虽然喜欢生物，但不太满意学校的教学环境，认为课程乏味。在美国老师的大力支持下，露丝申请了富布赖特奖学金，1977年赴美深造。没过多久，露丝便发现自己的兴趣点在基因学和数学上，而非生态学。她与西雅图的遗传学家杰罗德·舒比格（Gerold Schubiger），利用他对果蝇发育的研究学习古典发育生物学。为期一年的奖学金课程结束后，莱曼于1978年到威斯康星州麦迪逊参加发育生物学学会年会，通过会议结识她之后的导师克里斯汀·紐斯林-沃爾哈德。克里斯汀之后转为独立学者，前往海德堡的欧洲分子生物学实验室工作，不再参与研究生培养计划。克里斯汀将莱曼转介给弗赖堡大学研究果蠅神经生物学的研究员何塞·坎波斯-奥尔特加。次年，在克里斯汀和何塞帮助下，露丝与克里斯汀共同获得马克斯·普朗克发育生物学研究所博士学位，研究方向为影响果蝇胚胎发育的母体基因。之后露丝来到英国剑桥的分子生物学实验室参加博士后工作。

## 学术生涯
分子生物学实验室的博士后工作结束后，露丝回美国麻省理工学院设立自己的实验室。她在麻省理工待了八年，担任学校及怀特黑德生物医学研究所的研究员，与麻省总医院的遗传学家及分子生物学家一起工作。1996年，莱曼来到纽约大学史克博尔生物分子医学研究所（Skirball Institute of Biomolecular Medicine），担任劳拉和艾萨克·伯尔穆特荣誉细胞生物学教授。之后，露丝成为史克博尔研究所及海伦·L与马丁·S.坎贝尔干细胞生物学中心（Helen L. and Martin S. Kimmel Center for Stem Cell Biology）所长，最近获提名细胞生物学系主任。
莱曼曾任发育生物学会（Society of Developmental Biology）及哈维学会的主席、美國細胞生物學學會理事，担任纽约大学医学院、哈佛医学院、加利福尼亚大学旧金山分校等校的研究生导师。她还是国家儿童健康与人类发育研究所理事，《细胞》、《发育生物学》、《细胞和发育生物学年鉴》等科学期刊的编辑。2019年9月任怀特黑德研究所所长。

## 奖项荣誉
自2005年起，露丝入选美国国家科学院院士、霍华德·休斯医学研究所研究员、美国文理科学院院士及欧洲分子生物学组织研究员。2011年，露丝获发育生物学学会颁发的康克林奖章，2021年获维卓克基金会生物医学奖。2021年，巴塞尔大学向露丝颁发荣誉博士学位。2022年，露丝获得格鲁伯遗传学奖。

## 研究
在何塞·坎波斯-奥尔特加指导下，露丝于1981年发表个人首篇研究论文，介绍果蝇早期神经发生、致死突变对神经及表皮细胞前体影响方面的研究。在克里斯汀·紐斯林-沃爾哈德带领下，露丝开始研究破骨细胞相关免疫球蛋白样受体（OSKAR）、Pumilio、Nanos等各种母体基因，对比母体基因与合子基因在生殖细胞形成、腹部模式和细胞信号传导方面的影响。通过分子克隆技术，露丝发现OSKAR和Nanos的RNA转录定位于胚胎后极，以此调节基因表达和生殖细胞形成。露丝之后的研究建立在这个发现上，主要是分析RNA转录产物产生的修饰机制，以及该机制在果蝇生殖细胞分化和定位方面的影响。而在其他机制中，露丝的实验室发现基因调控不需要多腺苷酸化尾。
踏入2000年代初，露丝继续研究生殖细胞分化，在发现生殖细胞迁移途径（即间隙连接、Tre-1等G蛋白偶联受体、类萜）方面发挥重要作用，特别是卵巢和睾丸部分的迁移。2005年，露丝实验室的一篇论文认为脂质磷酸酶Wunen和Wunen 2和生殖细胞的迁移及消除有关，认为生殖细胞能通过一种驱虫机制分类到性腺中。该研究表明她先前研究的调节机制是生殖细胞避免分化成体细胞的途径，每一种调节机制都具有沉默转录和控制翻译的潜力。
近期，露丝主要研究piRNA的产生，以及piRNA对果蝇整个基因组转座因子插入及移动的影响。该研究发现piRNA的生物发生、piRNA通路的激活直接依赖于众多蛋白质与表观遗传的相互作用，证明piRNA一边允许遗传变异发生，一边对基因组完整性的维持发挥关键作用。